# Bitwa pod Pickett’s Mill
Bitwa pod Pickett’s Mill – starcie zbrojne, które miało miejsce 27 maja 1864 w stanie Georgia w USA w trakcie wojny secesyjnej.
Po porażce Unii pod New Hope Chuch, generał major William Tecumseh Sherman rozkazał generałowi-majorowi Oliverowi Otisowi Howardowi zaatakować konfederacką armię generała Josepha Johnstona na jego pozornie odsłoniętej prawej flance. Konfederaci byli przygotowani na atak Unii, który był nieskoordynowany – posiłki dla atakujących oddziałów Unii nie nadeszły. Konfederaccy żołnierze odparli atak zadając wojskom Unii ciężkie straty.